# Lekkoatletyka na Igrzyskach Panamerykańskich 1979
Lekkoatletyka na Igrzyskach Panamerykańskich 1979 – zawody lekkoatletyczne podczas igrzysk obu Ameryk odbywały się między 7 a 14 lipca na Estadio Sixto Escobar w San Juan.

## Rezultaty
| CR – rekord igrzysk \| NR – rekord kraju      |
| AR – rekord kontynentu \| PB – rekord życiowy |

### Mężczyźni
| Konkurencja:                  | 1. miejsce                                                                        | Rezultat  | 2. miejsce                                                              | Rezultat  | 3. miejsce                                                                         | Rezultat  |
| Bieg na 100 m                 | Silvio Leonard                                                                    | 10,13     | Harvey Glance                                                           | 10,19     | Emmit King                                                                         | 10,30     |
| Bieg na 200 m                 | Silvio Leonard                                                                    | 20,37     | James Gilkes                                                            | 20,46     | Don Coleman                                                                        | 20,56     |
| Bieg na 400 m                 | Tony Darden                                                                       | 45,11     | Alberto Juantorena                                                      | 45,24     | Willie Smith                                                                       | 45,30     |
| Bieg na 800 m                 | James Robinson                                                                    | 1:46,3    | Alberto Juantorena                                                      | 1:46,4    | Agberto Guimarães                                                                  | 1:46,8    |
| Bieg na 1500 m                | Don Paige                                                                         | 3:40,5    | Todd Harbour                                                            | 3:41,5    | Agberto Guimarães                                                                  | 3:41,5    |
| Bieg na 5000 m                | Matthew Centrowitz                                                                | 14:01,0   | Herb Lindsay                                                            | 14:04,1   | Rodolfo Gómez                                                                      | 14:05,0   |
| Bieg na 10 000 m              | Rodolfo Gómez                                                                     | 29:02,4   | Enrique Aquino                                                          | 29:03,4   | Frank Shorter                                                                      | 29:06,4   |
| Maraton                       | Radamés González                                                                  | 2:24:09   | Luis Barbosa                                                            | 2:24:44   | Rich Hughson                                                                       | 2:25:34   |
| Bieg na 110 m przez płotki    | Renaldo Nehemiah                                                                  | 13,20     | Alejandro Casañas                                                       | 13,46     | Charles Foster                                                                     | 13,56     |
| Bieg na 400 m przez płotki    | James Walker                                                                      | 49,66     | Antônio Dias Ferreira                                                   | 50,85     | Frank Montiéh                                                                      | 51,30     |
| Bieg na 3000 m z przeszkodami | Henry Marsh                                                                       | 8:43,6    | William McCullough                                                      | 8:44,7    | Demetrio Cabanillos                                                                | 8:52,4    |
| Sztafeta 4 × 100 m            | Stany Zjednoczone · Mike Roberson · Harvey Glance · Cliff Wiley · Steven Riddick  | 38,85     | Kuba · Osvaldo Lara · Alejandro Casañas · Silvio Leonard · Juan Saborit | 39,14     | Brazylia · Milton de Castro · Nelson dos Santos · Rui da Silva · Altevir de Araújo | 39,44     |
| Sztafeta 4 × 400 m            | Stany Zjednoczone · James Walker · Herman Frazier · Maurice Peoples · Tony Darden | 3:03,8    | Jamajka · Ian Stapleton · Floyd Brown · Bert Cameron · Colin Bradford   | 3:04,7    | Kuba · Frank Montiéh · Carlos Álvarez · Alberto Juantorena · Pedro Tanis           | 3:06,3    |
| Chód na 20 km                 | Daniel Bautista                                                                   | 1:26:15   | Neal Pyke                                                               | 1:30:17   | Todd Scully                                                                        | 1:32:30   |
| Chód na 50 km                 | Raúl González                                                                     | 4:05:17   | Martín Bermúdez                                                         | 4:11:13   | Marco Evoniuk                                                                      | 4:24:20   |
| Skok wzwyż                    | Franklin Jacobs                                                                   | 2,26      | Benn Fields                                                             | 2,19      | Milton Ottey                                                                       | 2,19      |
| Skok o tyczce                 | Bruce Simpson                                                                     | 5,15      | Greg Woepse                                                             | 5,05      | Brian Morrissette                                                                  | 4,85      |
| Skok w dal                    | João Carlos de Oliveira                                                           | 8,18      | David Giralt                                                            | 8,15      | Carl Lewis                                                                         | 8,13      |
| Trójskok                      | João Carlos de Oliveira                                                           | 17,27     | Willie Banks                                                            | 16,88     | James Butts                                                                        | 16,69     |
| Pchnięcie kulą                | Dave Laut                                                                         | 20,22     | Bishop Dolegiewicz                                                      | 19,67     | Bruno Pauletto                                                                     | 19,61     |
| Rzut dyskiem                  | Mac Wilkins                                                                       | 63,30     | Bradley Cooper                                                          | 62,16     | Luis Delís                                                                         | 61,70     |
| Rzut młotem                   | Scott Neilson                                                                     | 69,64     | Armando Orozco                                                          | 68,48     | Genovevo Morejón                                                                   | 67,66     |
| Rzut oszczepem                | Duncan Atwood                                                                     | 84,16     | Antonio González                                                        | 84,12     | Raúl Pupo                                                                          | 81,96     |
| Dziesięciobój                 | Bobby Coffman                                                                     | 8078 pkt. | Tito Steiner                                                            | 7638 pkt. | Zenon Smiechowski                                                                  | 7337 pkt. |

### Kobiety
| Konkurencja:               | 1. miejsce                                                                                   | Rezultat  | 2. miejsce                                                                   | Rezultat  | 3. miejsce                                                                      | Rezultat  |
| Bieg na 100 m              | Evelyn Ashford                                                                               | 11,07     | Brenda Morehead                                                              | 11,11     | Angella Taylor                                                                  | 11,36     |
| Bieg na 200 m              | Evelyn Ashford                                                                               | 22,24 w   | Angella Taylor                                                               | 22,74 w   | Merlene Ottey                                                                   | 22,79     |
| Bieg na 400 m              | Sharon Dabney                                                                                | 51,81     | June Griffith                                                                | 51,81     | Patricia Jackson                                                                | 52,32     |
| Bieg na 800 m              | Essie Kelley                                                                                 | 2:01,2    | Julie Brown                                                                  | 2:01,2    | Aurelia Pentón                                                                  | 2:02,1    |
| Bieg na 1500 m             | Mary Decker                                                                                  | 4:05,7    | Julie Brown                                                                  | 4:06,4    | Penny Werthner                                                                  | 4:14,8    |
| Bieg na 3000 m             | Jan Merrill                                                                                  | 8:53,6    | Julie Brown                                                                  | 8:59,9    | Geri Fitch                                                                      | 9:35,7    |
| Bieg na 100 m przez płotki | Deby LaPlante                                                                                | 12,90 w   | Sharon Lane                                                                  | 13,56 w   | Grisel Machado                                                                  | 13,60     |
| Sztafeta 4 × 100 m         | Stany Zjednoczone · Valerie Brisco · Karen Hawkins · Chandra Cheeseborough · Brenda Morehead | 43,30     | Jamajka · Leleith Hodges · Rosie Allwood · Carmetta Drummond · Merlene Ottey | 44,18     | Kuba · Marta Zulueta · Silvia Chivás · Isabel Taylor · Eloína Echevarría        | 46,26     |
| Sztafeta 4 × 400 m         | Stany Zjednoczone · Sharon Dabney · Patricia Jackson · Rosalyn Bryant · Essie Kelley         | 3:29,4    | Kuba · Ana Fidelia Quirot · Nery McKeen · Ana Luisa Guibert · Aurelia Pentón | 3:36,3    | Kanada · Micheline Racette · Marita Payne · Jeanette Wood · Anne Mackie-Morelli | 3:37,6    |
| Skok wzwyż                 | Louise Ritter                                                                                | 1,93      | Pam Spencer                                                                  | 1,87      | Debbie Brill                                                                    | 1,85      |
| Skok w dal                 | Kathy McMillan                                                                               | 6,46      | Ana Alexander                                                                | 6,31      | Eloína Echevarría                                                               | 6,27      |
| Pchnięcie kulą             | María Elena Sarría                                                                           | 18,81     | Maren Seidler                                                                | 18,57     | Carmen Ionesco                                                                  | 16,50     |
| Rzut dyskiem               | Carmen Romero                                                                                | 60,58     | María Cristina Betancourt                                                    | 60,44     | Carmen Ionesco                                                                  | 57,14     |
| Rzut oszczepem             | María Colón                                                                                  | 62,30     | Lynn Cannon                                                                  | 56,48     | Cathy Sulinski                                                                  | 55,82     |
| Pięciobój                  | Diane Konihowski                                                                             | 4605 pkt. | Jodi Anderson                                                                | 4434 pkt. | Jill Ross                                                                       | 4112 pkt. |

## Klasyfikacja medalowa
| Miejsce | Reprezentacja                        | Złoto | Srebro | Brąz | Razem |
| 1       | Stany Zjednoczone                    | 25    | 16     | 11   | 52    |
| 2       | Kuba                                 | 6     | 10     | 9    | 25    |
| 3       | Kanada                               | 3     | 3      | 12   | 18    |
| 4       | Meksyk                               | 3     | 2      | 2    | 7     |
| 5       | Brazylia                             | 2     | 1      | 3    | 6     |
| 6       | Jamajka                              | 0     | 2      | 1    | 3     |
| 7       | Gujana                               | 0     | 2      | 0    | 2     |
| 8       | Argentyna                            | 0     | 1      | 0    | 1     |
| 8       | Bahamy                               | 0     | 1      | 0    | 1     |
| 8       | Kolumbia                             | 0     | 1      | 0    | 1     |
| 11      | Wyspy Dziewicze Stanów Zjednoczonych | 0     | 0      | 1    | 1     |
| Razem   | Razem                                | 39    | 39     | 39   | 117   |